# 郭通 (明朝)
郭通（1446年—1509年），江西人，明朝成化时期的御用监掌印太监。1957年，墓志并盖出土于海淀区清华园清华大学，阎钦撰写墓志铭，王杲楷书。

## 生平
正统十一年（1446年），出生。景泰三年（1452年），进入掖廷供艺。天顺八年（1464年），选入侍奉乾清宫。5月，任长随。成化四年（1468年），升任奉御。成化十四年（1478年），升任酒醋面局右副使。成化十六年（1480年），转任酒醋面局左副使。成化十九年（1483年），转升御用监左少监佥监事。成化二十年（1484年），进御用监太监。成化二十一年（1485年），允许禁中乘马。成化二十二年（1486年），赏赐蟒衣、玉带，加禄米。弘治十年（1497年），奉命护送雍靖王朱祐枟就藩衡州。弘治十七年（1504年），奉命裕陵神宫监司香。正德三年（1508年），出镇云南藩镇，赴金齿、腾冲等处。正德四年（1509年），去世，享年64岁，葬于顺天府昌平县率勤里留村之原。

## 亲属
- 郭福得（父）
- 刘氏（母）
- 郭镛（侄）
- 郭铎（侄）